# Glattrohrwaffe
Glattrohrwaffen sind Waffen mit innen glatten Rohren.

## Geschichte und Entwicklung
Die meisten Schusswaffen bis zur Mitte des 19. Jahrhunderts waren Glattrohrwaffen. Sie verschossen Rundkugeln mit relativ geringer Reichweite. Der Flug dieser Geschosse war nicht stabilisiert, daher waren derartige Waffen im Vergleich zu modernen Geschützen unpräzise. Zu diesen frühen Handfeuerwaffen ab etwa 1300 zählt das Handrohr.
Ungefähr ab 1850 begann die Entwicklung und Einführung von Waffen, deren Läufe beziehungsweise Rohre Züge und Felder aufwiesen, durch die das Geschoss geführt und bereits im Lauf in einen Drall um die Längsachse versetzt wurde. Diese Drehung stabilisiert die Flugbahn und führt zu einer besseren Treffgenauigkeit und in Verbindung mit entsprechend geformten Geschossen zu einer höheren Reichweite. Ab den 1860er-Jahren setzten sich Waffen mit gezogenem Lauf durch.

## Glattrohrwaffen
Daneben kamen und kommen Glattrohrwaffen sowohl im militärischen als auch im zivilen Bereich zum Einsatz.

### Handfeuerwaffen
Frühe Handfeuerwaffen wie Pistolen, Revolver und Gewehre wurden als Glattrohrwaffen gefertigt. Bis in das 21. Jahrhundert haben die meisten Signalwaffen glatte Läufe.

#### Flinten

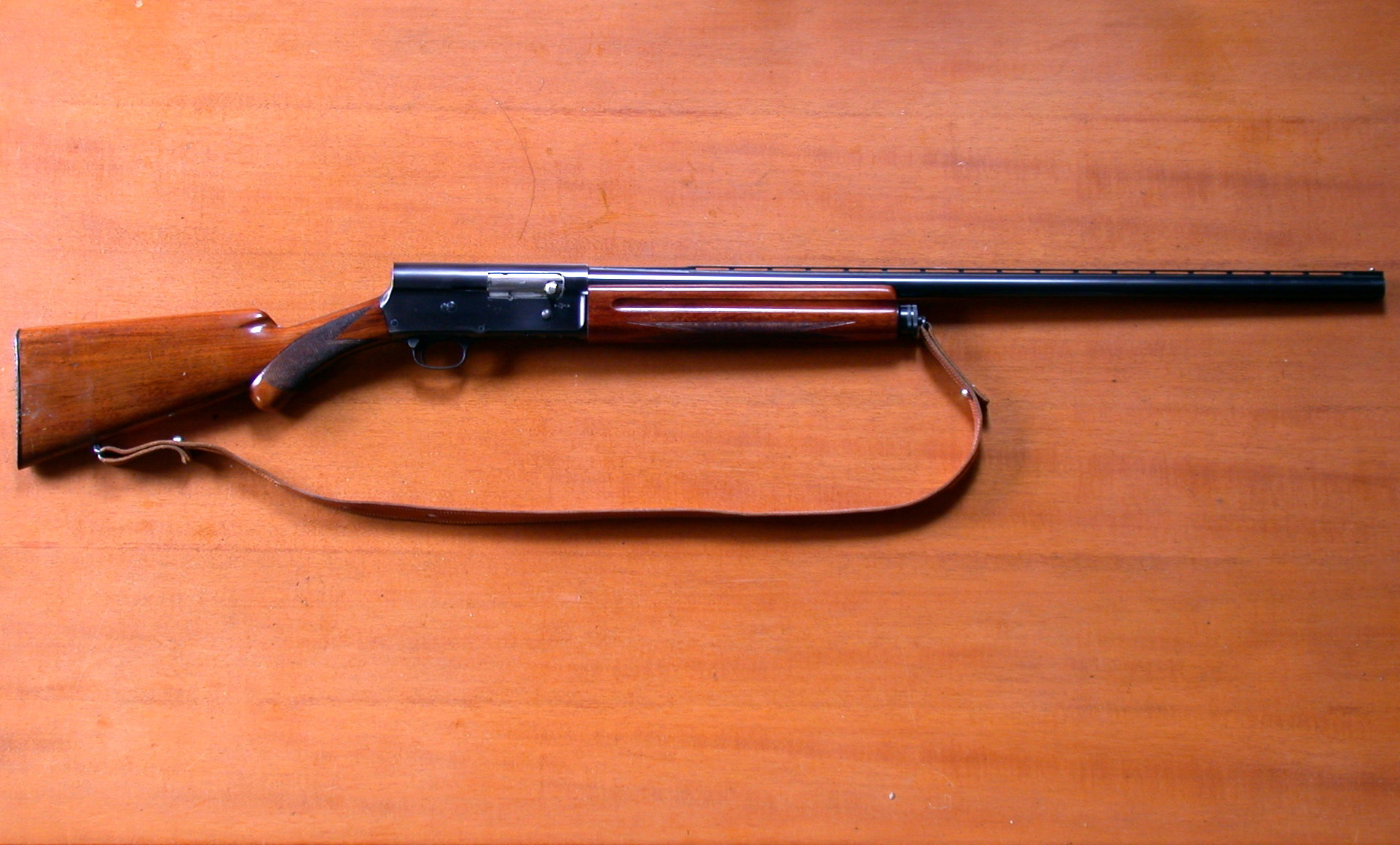
Selbstladeflinte Browning Auto 5 Sel

Bis auf wenige Ausnahmen haben Flinten glatte Läufe. Mit ihnen werden Schrotkugeln verschossen, die nach dem Verlassen des Laufes eine „Geschosswolke“ bilden. Eine sehr hohe Treffgenauigkeit ist bei diesen Waffen entbehrlich, ein eventueller Drall würde die Formung der Geschosswolke verschlechtern, da die Geschossgarbe zu stark streuen würde. Die Streuung der Schrote kann mit Laufverengungen, den sogenannten Chokes, variiert werden. Mit Flinten können auch Flintenlaufgeschosse verschossen werden.

### Glattrohrkanone

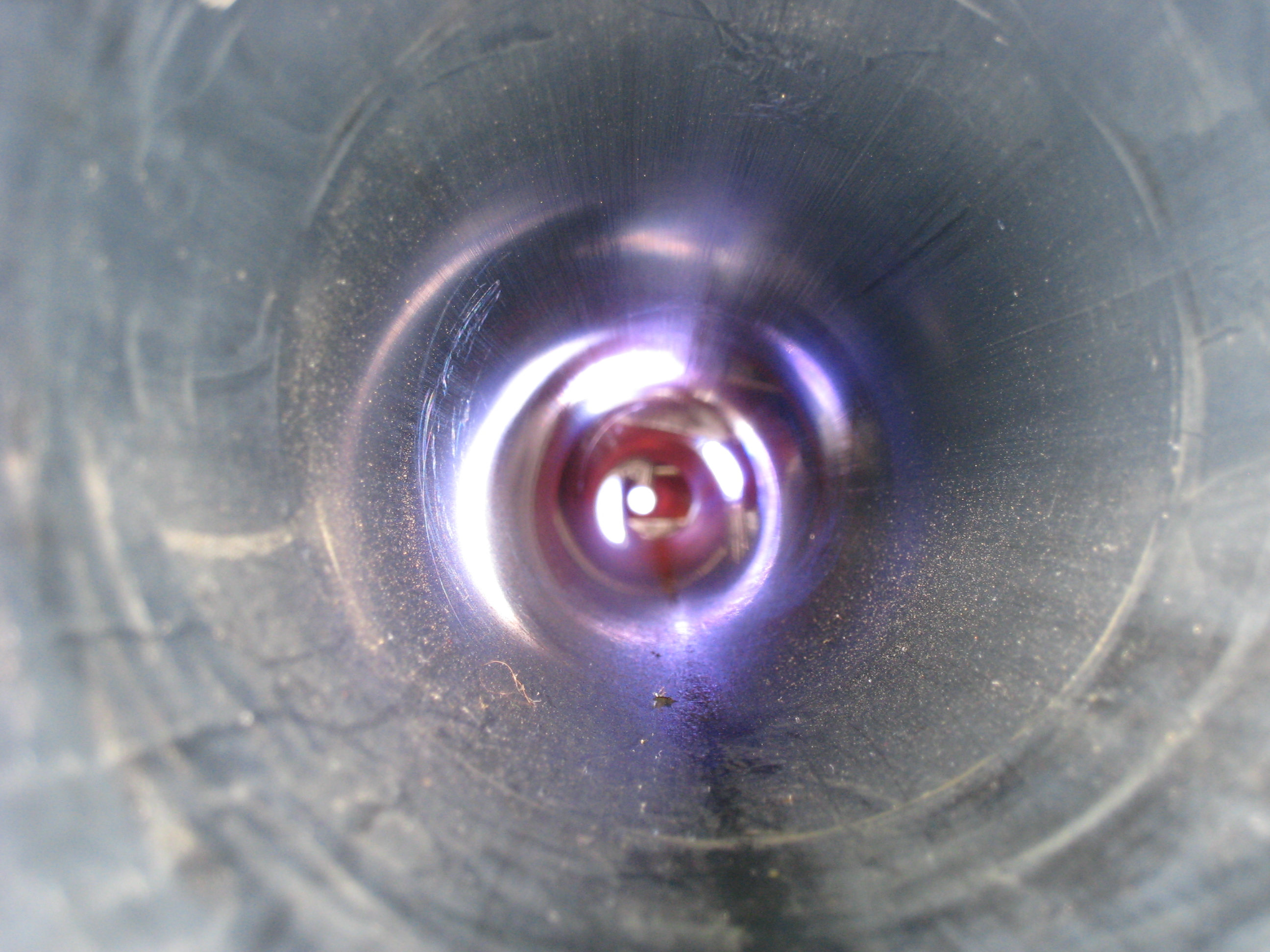
Blick von der Mündung aus in das Rohr einer Rheinmetall 120-mm-Glattrohrkanone

In den 1960er-Jahren gelangten Waffen mit gezogenem Lauf beim Einsatz als Panzer- und Panzerabwehrkanone zunehmend an ihre konstruktiven und physikalischen Grenzen, da die zunehmende Panzerung der Gefechtsfahrzeuge eine Vergrößerung der Durchschlagsleistung erforderte. Die Durchschlagsleistung hängt bei Wuchtgeschossen maßgeblich von der kinetischen Energie und damit insbesondere von der Geschwindigkeit des Geschosses ab. Durch die Züge und Felder wird das Geschoss aufgrund der Reibung zwischen dem Führungsband und der Laufwandung oder dem leichten „Überkaliber“ des Geschosses stark abgebremst und der Gasverlust war durch die schlechte Abdichtung zwischen Rohr und Geschoss relativ groß. Diese konzeptionellen Nachteile waren durch die Vergrößerung des Kalibers und der Treibladung nicht mehr zu kompensieren.
So begannen Entwicklungsarbeiten zurück in Richtung der glatten Rohre. Die erste moderne Waffe mit glattem Lauf und Treibspiegelgeschossen war die sowjetische Panzerabwehrkanone MT-12. Mit der Einführung der 115-mm-Glattrohrkanone U-5TS Ende der 1950er Jahre im T-62 wurde ein neuer Weg bei der Bewaffnung von Kampfpanzern eingeschlagen, der sich bis heute fortsetzt.

### Granatwerfer
Granatwerfer, im deutschen Sprachraum auch als Minenwerfer und bei der Bundeswehr als Mörser bezeichnet, verschießen flügelstabilisierte Geschosse, sogenannte Wurfgranaten. Bei Granatwerfern handelt es sich um Steilfeuerwaffen zum Einsatz im indirekten Richten.
Konstruktiv ist der Geschütztyp „Granatwerfer“ vom Granatwerfer als Handwaffe, wie etwa der Granatpistole und der Gewehrgranate zu unterscheiden.

#### Geschützgranatwerfer

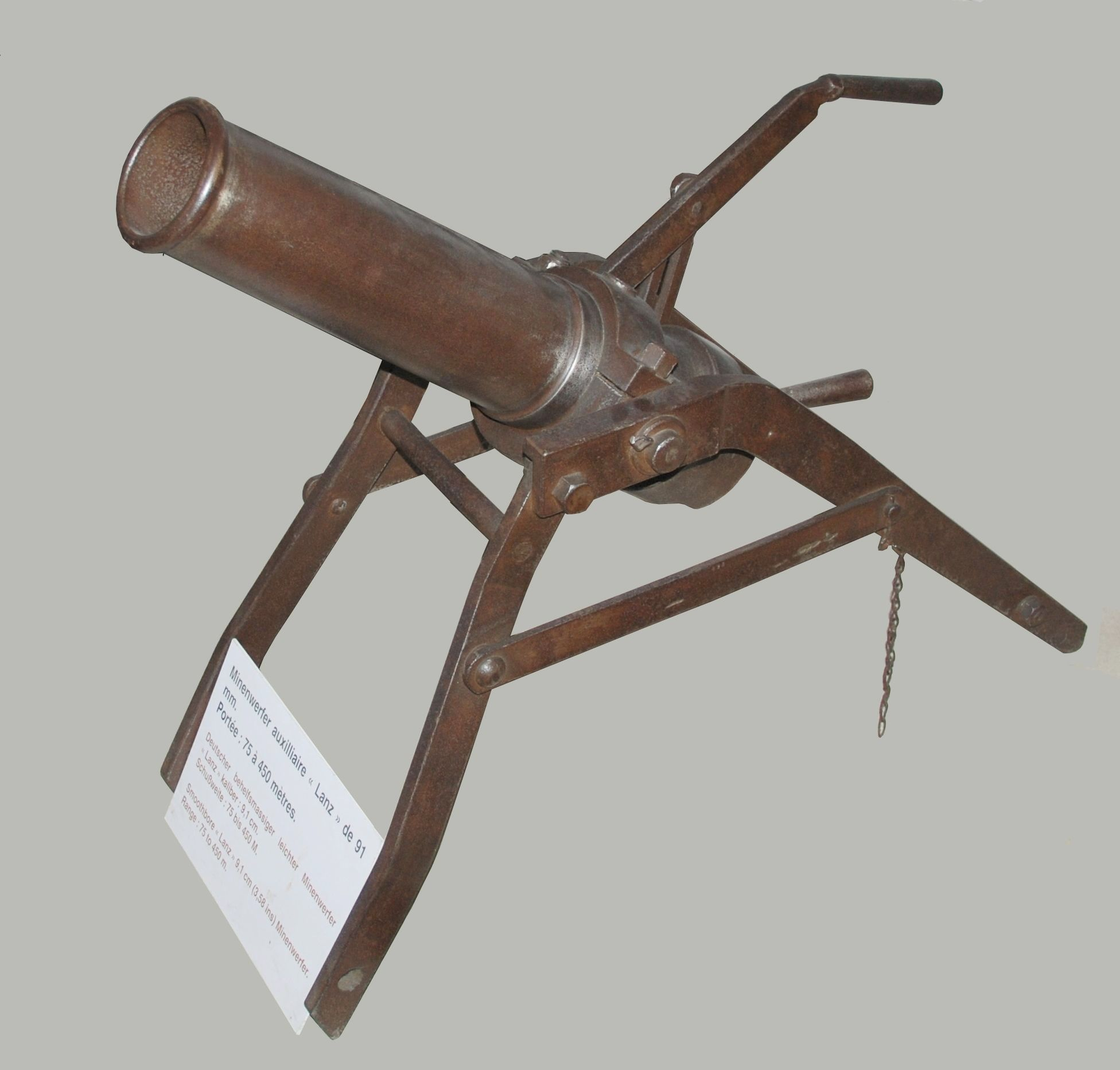
Leichte Minenwerfer System Lanz 9,15 cm

Bei Geschützgranatwerfern handelt es sich um relativ einfache Konstruktionen, die aus einem glatten Rohr, dem Bodenstück mit Schlagbolzen und der Zielvorrichtung bestehen. Die Granate wird meist von vorn in das Rohr eingeführt und gleitet durch die Schwerkraft in diesem hinab. Der Durchmesser der Granate ist geringer als der Innendurchmesser des Rohres, so dass das Luftpolster unter der Granate nach oben entweichen kann. Bei Konstruktionen mit feststehendem Schlagbolzen zündet dieser die Treibladung, wenn die Granate auf das Bodenstück auftrifft. Bei größeren Kalibern wird der Schlagbolzen durch eine Reißleine ausgelöst. Der Rückstoß des Werfers wird über das Bodenstück in das Erdreich eingeleitet, was dazu führt, dass Granatwerfer nur als Steilfeuerwaffen eingesetzt werden können.
Die Grundzüge moderner Granatwerfer gehen auf Wilfried Stokes zurück, der 1915 den Stokes-Mörser, englisch trench mortar, also Grabenmörser, entwickelte. Stokes führte die wesentlichen Konstruktionsmerkmale ein, verzichtete aber zunächst auf stabilisierte Granaten. Der Werfer war so klein und leicht, das er von Infanteristen im Schützengraben eingesetzt werden konnte.
Der moderne Granatwerfer wurde während des Ersten Weltkrieges entwickelt und erstmals in großen Stückzahlen eingesetzt. Mit dem Ende 1914 einsetzenden Stellungskampf war der Gegner in und hinter Deckungen nur noch schwer zu bekämpfen. Durch Steilfeuerwaffen konnte der Gegner, der nach oben wenig oder gar nicht geschützt war, wieder besser bekämpft werden. Erstmals wurden Granatwerfer auf französischer Seite 1915 bei Arras als „Artillerie de tranchée“ verwendet. Zum Einsatz kamen Waffen mit glattem Rohr, die Geschosse waren jedoch nicht stabilisiert. Reichweite und Genauigkeit waren dementsprechend gering, so dass die Franzosen bald zum Einsatz flügelstabilisierter Munition übergingen.
Die deutschen leichten, mittleren und schweren Minenwerfer hatten gezogene Rohre, Rohrrücklauf, ein Seitenrichtfeld von 360° und Höhenrichtfeld von 50 bis 80°. Grundsätzlich handelte es sich dabei – trotz der Bezeichnung Minenwerfer – konstruktiv um herkömmliche Geschütze. Die leichten und mittleren Minenwerfer verfügten über die Möglichkeit zum sogenannten Flachbahnschuss, also zum direkten Richten im Einsatz gegen die aufkommenden Panzer.
In der Zwischenkriegszeit sowie während und nach dem Zweiten Weltkrieg wurde eine Vielzahl von Granatwerfern entwickelt und eingeführt. Dazu zählten auch überschwere Granatwerfer wie der sowjetische selbstfahrende 430-mm-Granatwerfer 2B1 Oka, der für den Verschuss nuklearer Munition vorgesehen war. Während die Aufgabe derartiger Waffen ab den 1950er-Jahren durch taktische Raketen übernommen wurde, werden kleinere Granatwerfer als Unterstützungswaffe der Infanterie auch heute noch in großer Zahl eingesetzt.

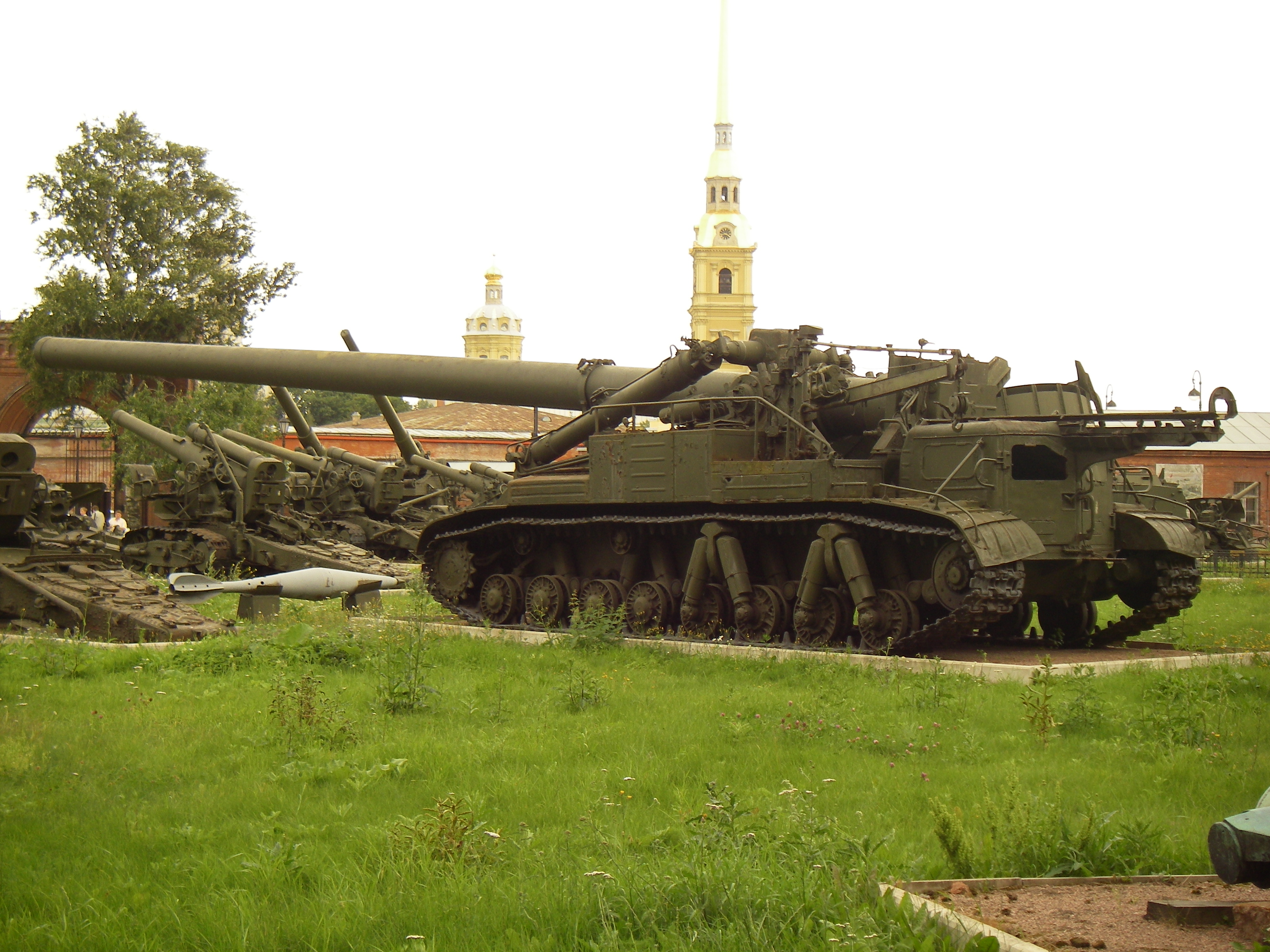
Selbstfahrender 430-mm-Granatwerfer 2B1 Oka
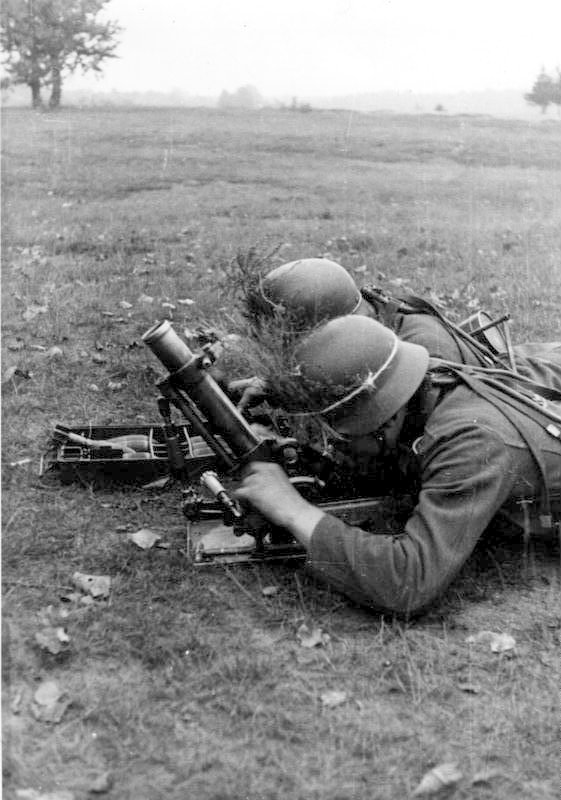
5-cm-leichter Granatwerfer 36
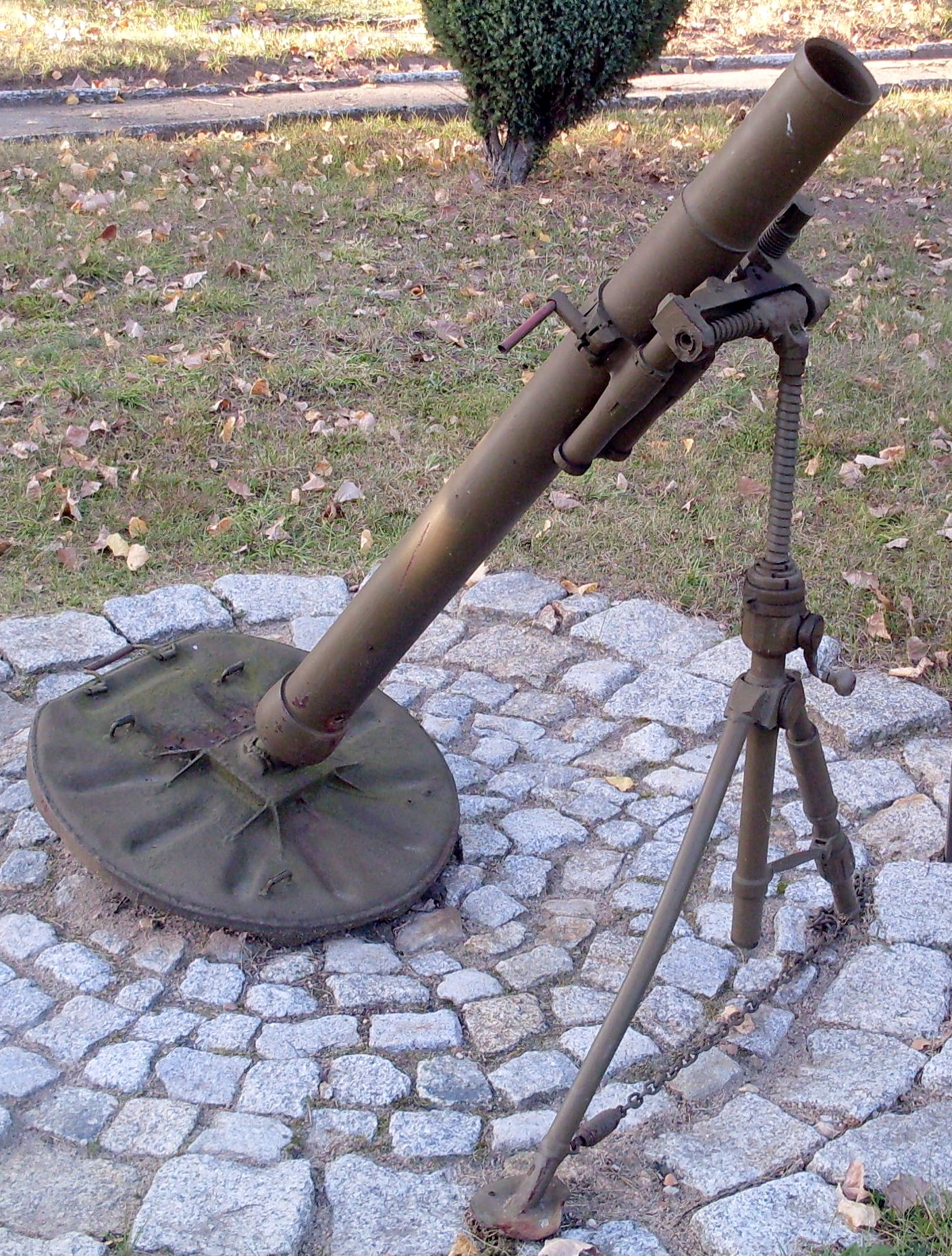
82-mm-Granatwerfer BM-37
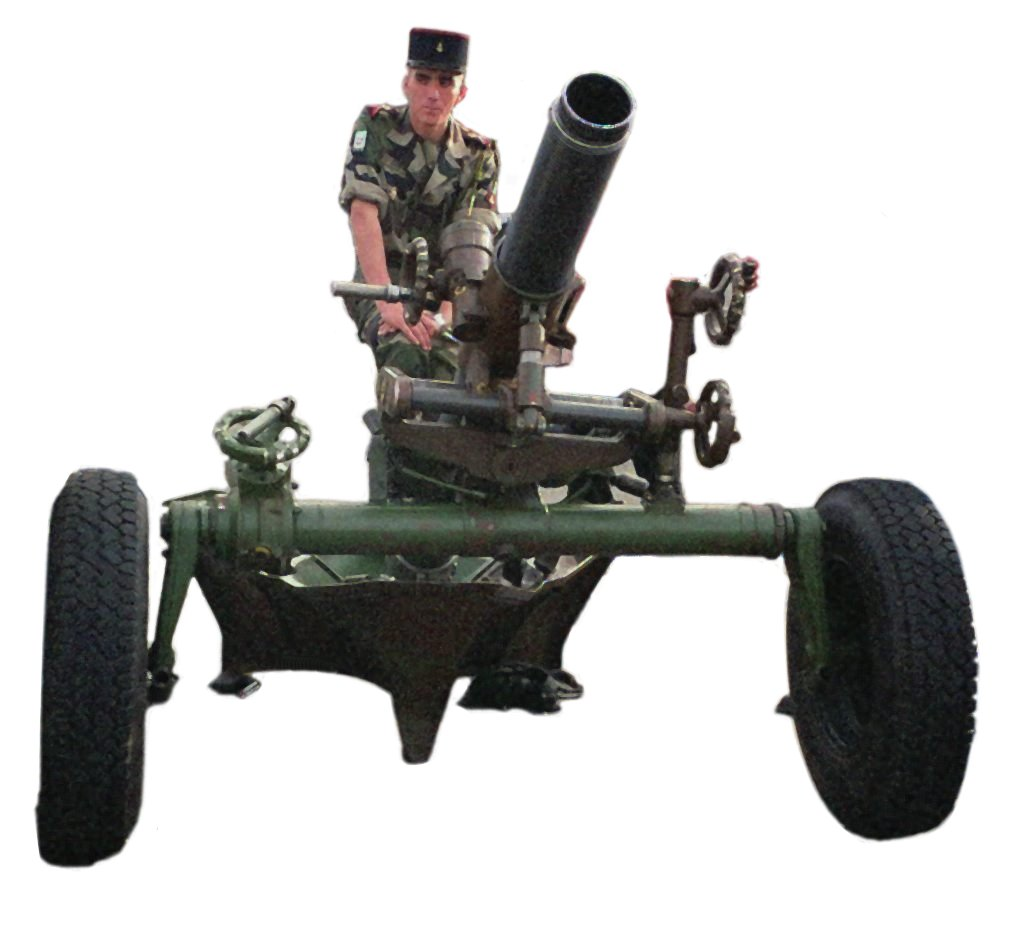
120-mm-Mörser Thomson-Brandt
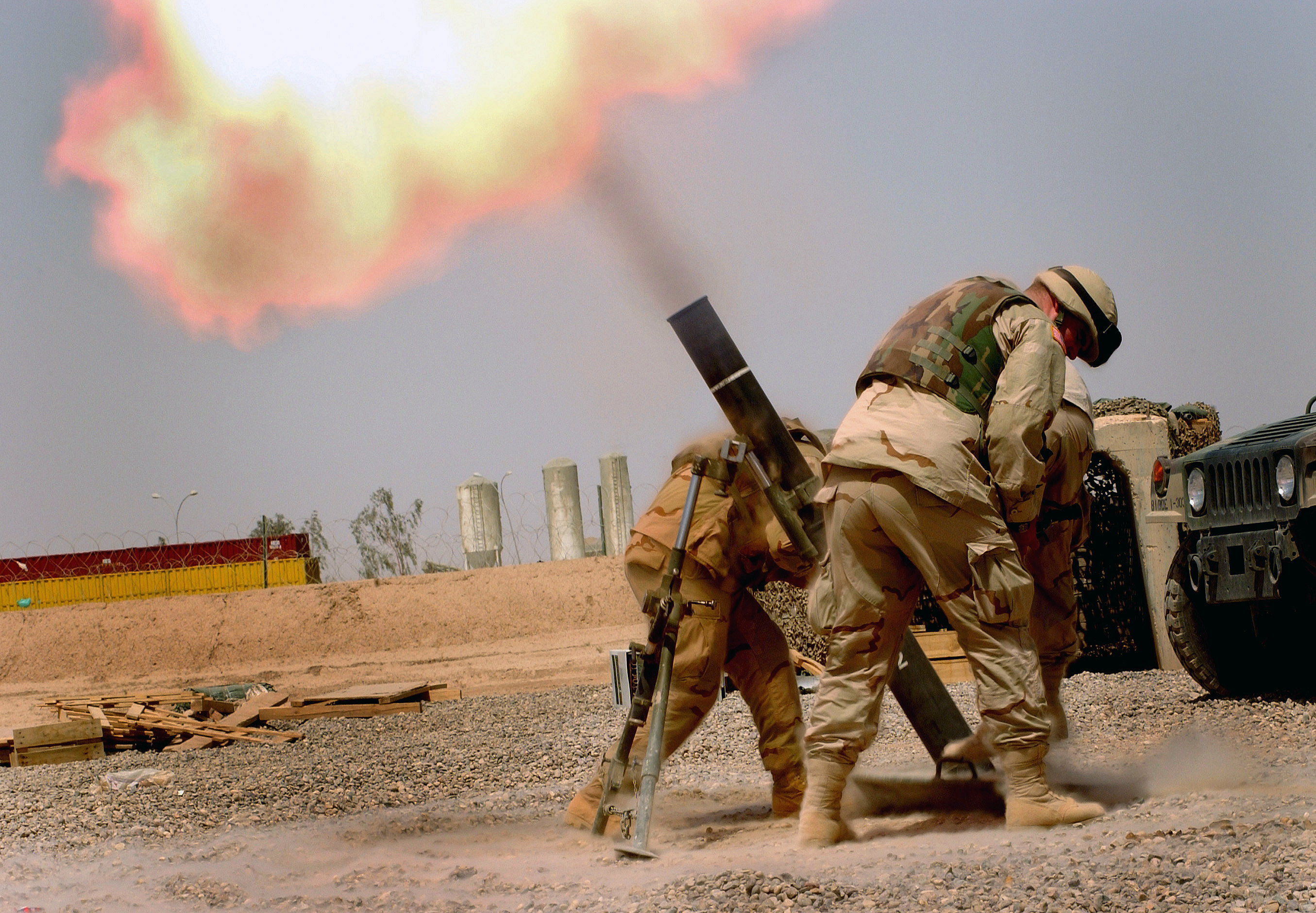
120-mm-Mörser M120, bei der Bundeswehr auch als Panzermörser eingesetzt

#### Granatwerfer als Handwaffen
Granatwerfer als Handwaffen unterscheiden sich konstruktiv vollständig von den gleichnamigen Geschützen, gemeinsam ist lediglich die Verwendung eines glatten Rohres. Bei diesen Waffen befindet sich die Treibladung in einer dickwandigen Kartusche. Nach der Zündung verbrennt die Treibladung in der Kartusche und strömt dabei über Gasaustrittsöffnungen aus der Kammer. Dabei vermindert sich der Gasdruck stark, die Granate wird mit vergleichsweise geringer Mündungsgeschwindigkeit ausgestoßen. Es existieren zwei Ausführungsvarianten: Einzelwaffen und Unterbaugranatwerfer, die unter Ordonnanzsturmgewehren angebracht werden können.

### Reaktive Panzerbüchse

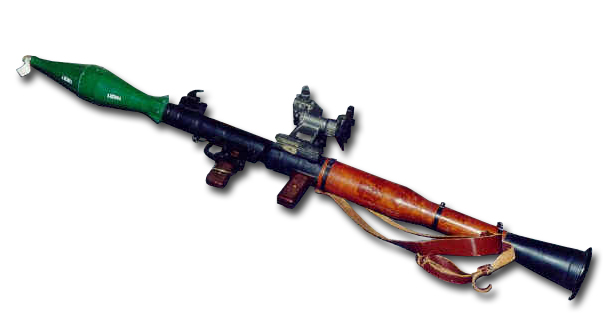
Die sowjetische RPG-7

Die umgangssprachlich als Panzerfaust bezeichneten reaktiven Panzerbüchsen sind Glattrohrwaffen, die flügelstabilisierte Munition verschießen. Während des Zweiten Weltkrieges erstmals im großen Maßstab eingesetzt, werden sie heute in vielen Streitkräften zur Panzernahbekämpfung genutzt.
Bei modernen Panzerbüchsen zündet im Rohr eine Treibladung, die das Geschoss aus dem Rohr ausstößt. Die Treibladungsgase treten durch eine meist als Lavaldüse geformte Öffnung nach hinten aus. Dadurch ergibt sich ein sehr geringer Rückstoß der Waffe. Nach dem Verlassen des Rohres wird nach mehreren Metern der eigentliche Antrieb gezündet, um den Schützen nicht durch heiße Treibladungsgase zu gefährden. Die Geschosse sind flügelstabilisiert. Da zur Panzerbekämpfung im Regelfall Hohlladungen eingesetzt werden, ist ein Drall hier unerwünscht, da der Hohlladungsstachel aufgrund des Munroe-Effektes aufgefächert und damit die Wirkung der Hohlladung verringert wird.
Auch bei der amerikanischen Bazooka brennt die Treibladung vor dem Verlassen des Rohres vollständig aus. Das Rohr ist an beiden Enden offen. Im Gegensatz zur Panzerfaust ist die Treibladungskartusche fest mit dem Geschoss verbunden und wird mit diesem ausgestoßen. Die Reichweite liegt bei maximal 450 m. Die Bazooka diente als Vorbild bei der Entwicklung der deutschen Raketenpanzerbüchse 54. Nach dem Prinzip der Bazooka funktionieren auch kleinere Panzerbüchsen wie die amerikanische M-72. Die ähnliche sowjetische RPG-18 besitzt eine Starttreibladung und ein Marschtriebwerk. Die Besonderheit dieser Waffen besteht darin, dass das zweiteilige Rohr in Transportlage zusammengeschoben ist und vor dem Schuss auseinandergezogen werden muss. Diese Waffen sind zum einmaligen Gebrauch bestimmt.
Die sowjetische RPG-7 verschießt wie ihre Vorgänger flügelstabilisierte Granaten. Sie besitzt eine mit dem Geschoss verschraubte Starttreibladung, die das Geschoss aus dem Rohr ausstößt. Nach zehn Metern Flug wird das Marschtriebwerk gezündet und beschleunigt das Projektil auf etwa 300 m/s. Die Visierreichweite der Waffe liegt bei 500, die effektive Reichweite bei 350 m. Das in der RPG-7 genutzte Prinzip kommt bei ihren zahlreichen Nachfolgern ebenfalls zur Anwendung.
Bei modernen reaktiven Panzerbüchsen wie der Panzerfaust 3 werden Plastikkugeln nach hinten ausgestoßen. Diese haben eine größere Dichte als Gas, zum Ausgleich des Rückstoßes ist daher eine kleinere Austrittsgeschwindigkeit ausreichend, der Rückstrahl ist geringer, so dass diese Waffen auch aus Gebäuden heraus eingesetzt werden können. Auch wird eine kleinere Treibladung benötigt.

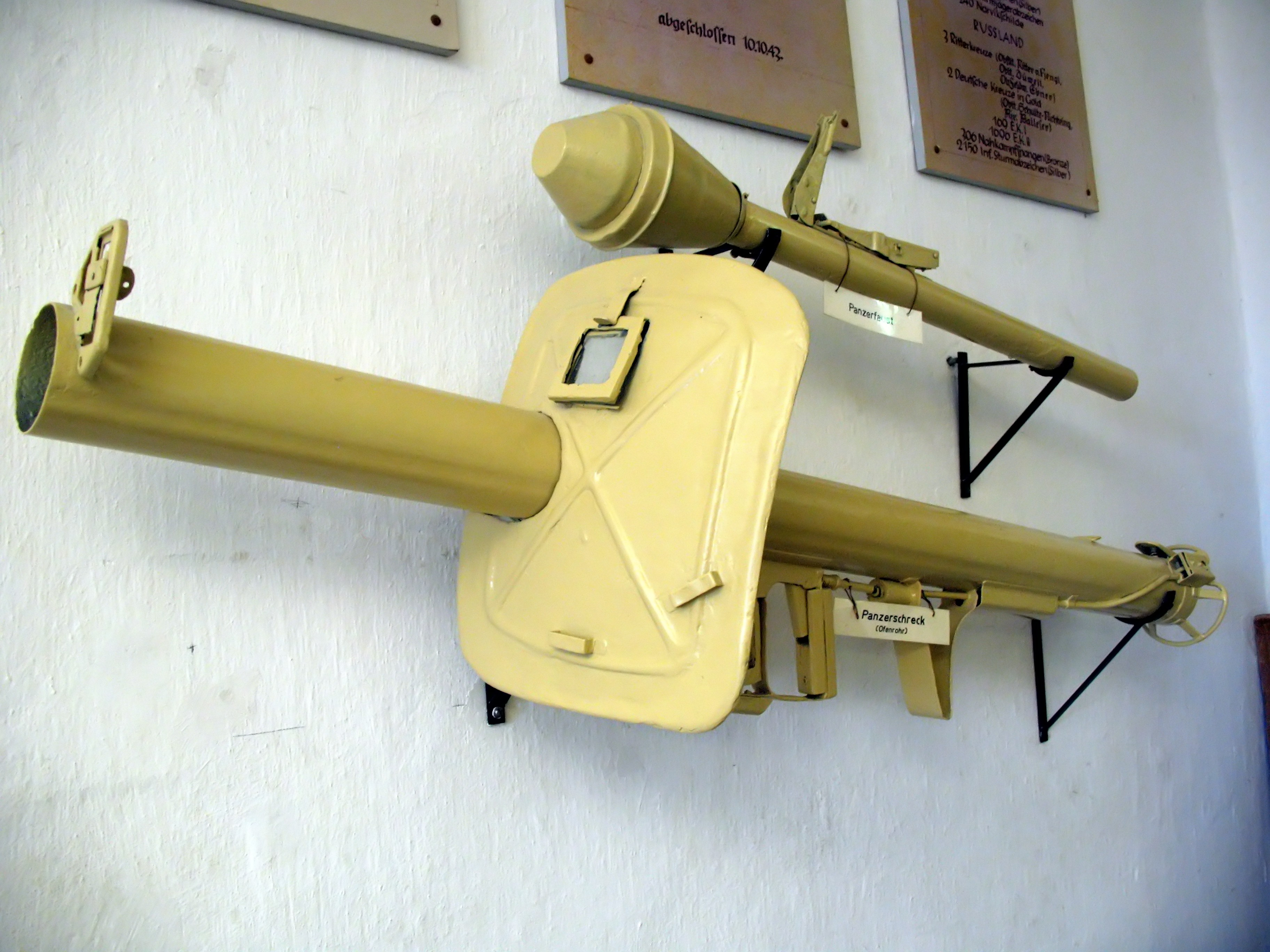
Panzerfaust und Raketenpanzerbüchse 54 (unten)
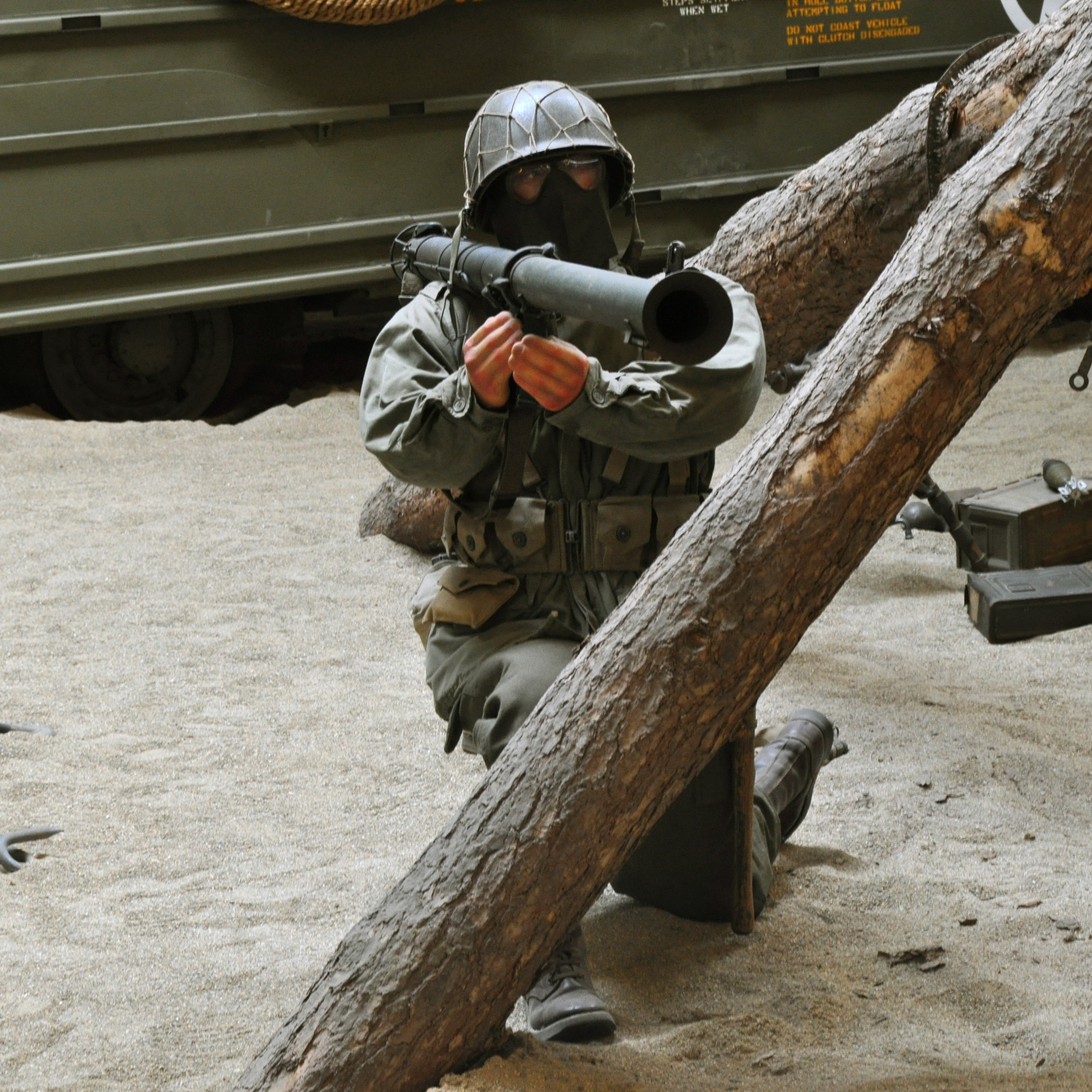
Bazooka
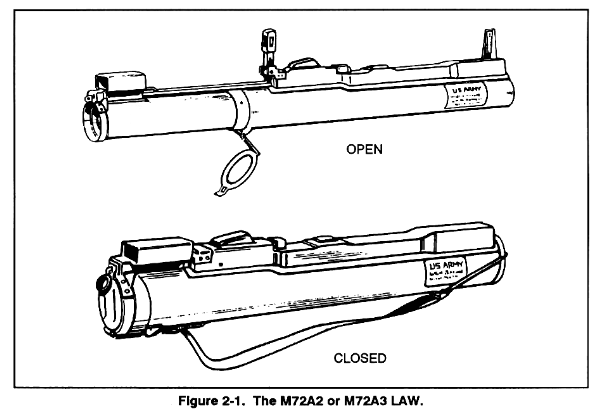
M72A2
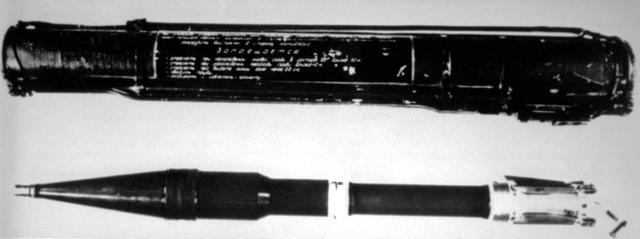
RPG-18
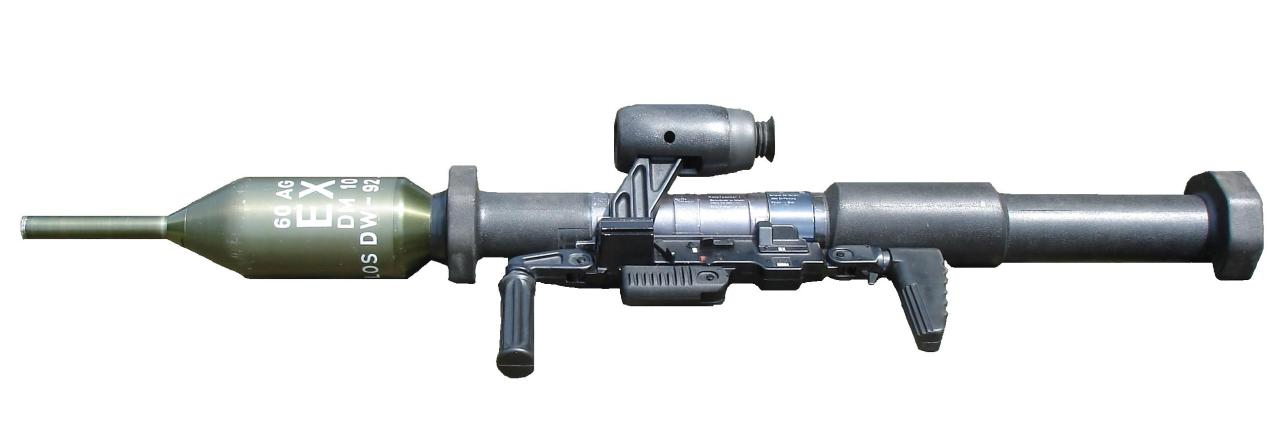
Panzerfaust 3

### Raketenwerfer

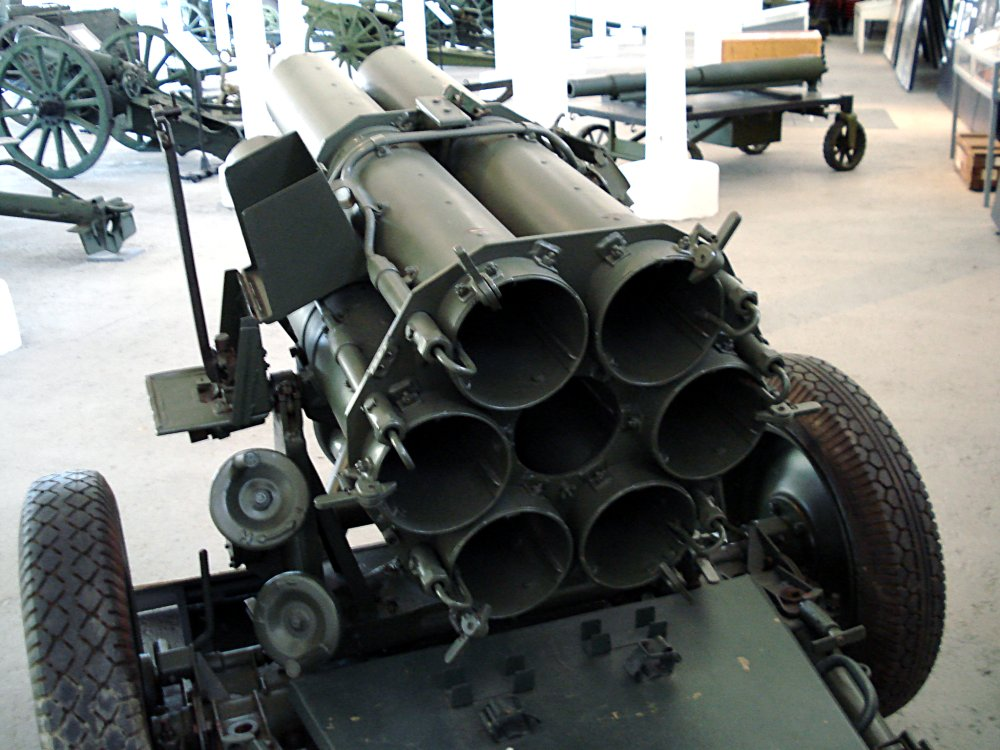
15-cm-Nebelwerfer 41

Raketenwerfer, in der NVA als Geschosswerfer bezeichnet, feuerten ursprünglich ungelenkte Raketen. Sie dienten zur Bekämpfung von Flächenzielen, daher war eine hohe Präzision nicht erforderlich. Die Stabilisierung der Raketen im Flug erfolgt durch feste beziehungsweise nach dem Verlassen des Rohres aufklappende Leitwerke. Der wesentliche Unterschied zu Granatwerfern besteht darin, dass die Treibladung auch noch nach dem Verlassen des Rohres abbrennt. Es können somit wesentlich größerer Treibladungen als beim Granatwerfer verwendet werden, ohne die einfache Konstruktion der Lafette aufzugeben. Dies führt zu einer höheren Reichweite und über das größere Kaliber zu einer besseren Wirkung im Ziel. Im Gegensatz zu Granatwerfern besitzen herkömmliche Raketenwerfer kein Bodenstück. Das Rohr muss daher keinen Treibladungsdruck aufnehmen und dient nur zur Führung der Rakete beim Start. Entsprechend ist auch die Verwendung von abweichenden Konstruktionen, wie Gitterrohren oder Gitterrahmen (in der Wehrmacht Wurfrahmen genannt) oder auch einfachen Startschienen möglich.
Erste einsatzbereite System wurden in der Sowjetunion und in Deutschland zu Beginn des Zweiten Weltkrieges entwickelt. Während bei den ersten sowjetischen Systemen wie dem BM-13 Schienen zur Führung der Raketen beim Start zum Einsatz kamen, wurden bei den in Deutschland aus Granatwerfern entwickelten Nebelwerfern glatte Rohre eingesetzt. Dieses Konstruktionsprinzip hat sich nach dem Zweiten Weltkrieg weitestgehend durchgesetzt.
Beim Multiple Launch Rocket System, in der Bundeswehr als Mittleres Artillerieraketensystem MARS bezeichnet, wird die Rakete im Startcontainer in einem glatten Rohr geführt. Moderne Raketenwerfersysteme sind mittlerweile für den Verschuss von Präzisionsmunition geeignet, dabei erfolgt die Lenkung der Geschosse in der Endphase des Anflugs mit aerodynamischen Steuerflächen.

### Glatte Rohre als Startvorrichtung für gelenkte Flugkörper
Im weiteren Sinne werden glatte Rohre für den Start einer Vielzahl von Raketen eingesetzt. Dabei reicht die Palette von tragbaren Flug- und Panzerabwehrraketensystemen wie der 9K115-2 Metis-M und der 9K32 Strela-2 bis zur Startvorrichtung für Flugabwehrraketen großer Reichweite. Im Regelfall ist das Startrohr als sogenannter Startcontainer ausgelegt, der eine wartungsfreie Lagerung über einen längeren Zeitraum ermöglicht. Auch Startbehälter für den Verschuss ungelenkter Luft-Boden-Raketen wie der UB-32 der S-5 sind mit glatten Rohren konstruiert.

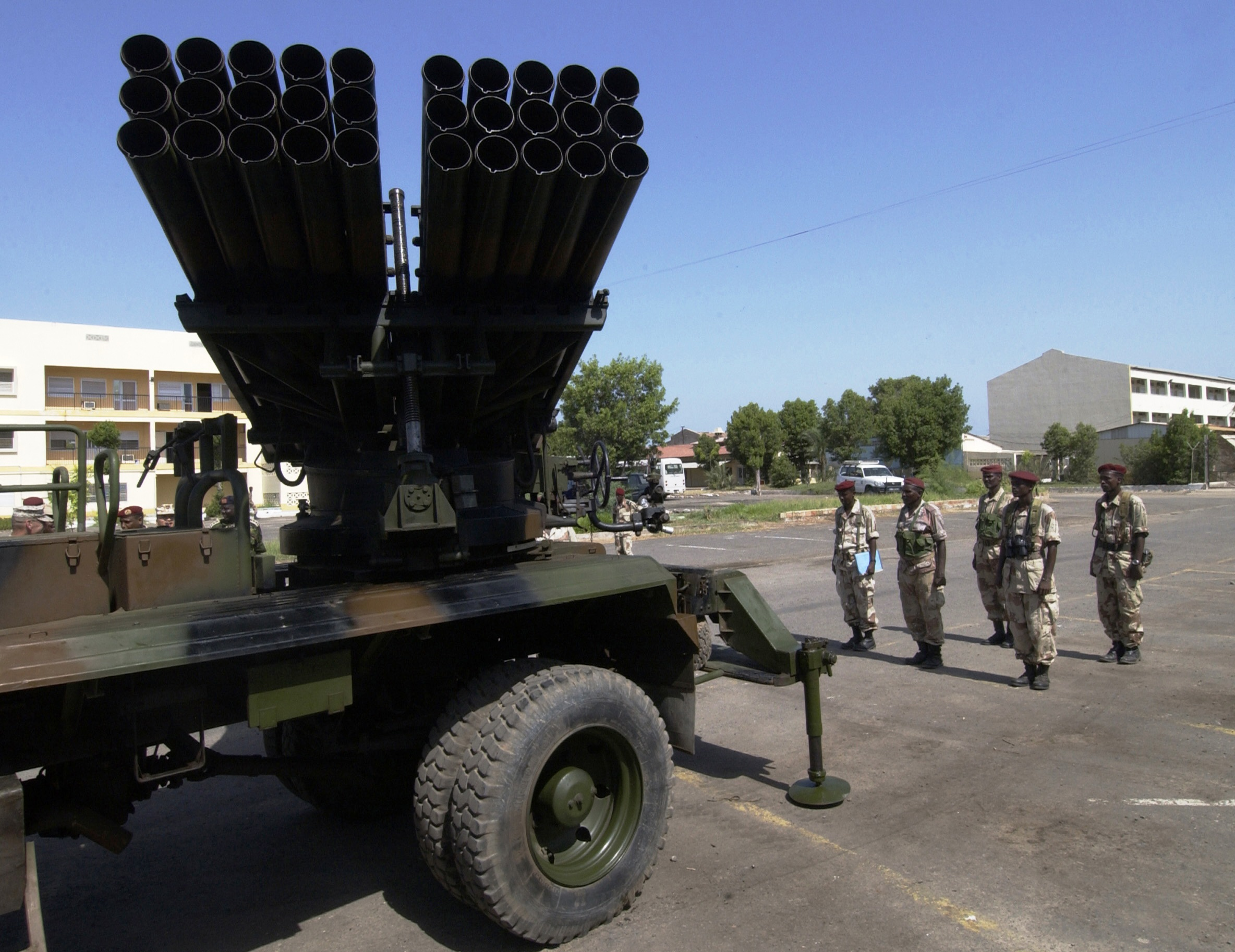
9K51 Grad (BM-21) mit Führungsnut im Rohr
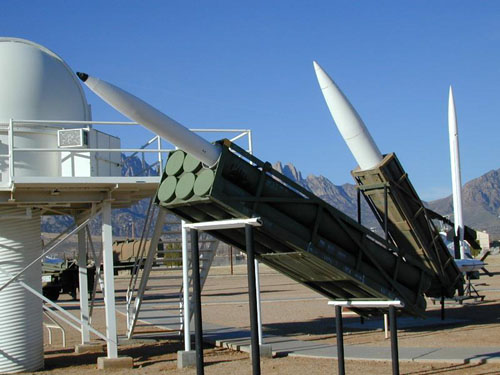
Startcontainer MLRS
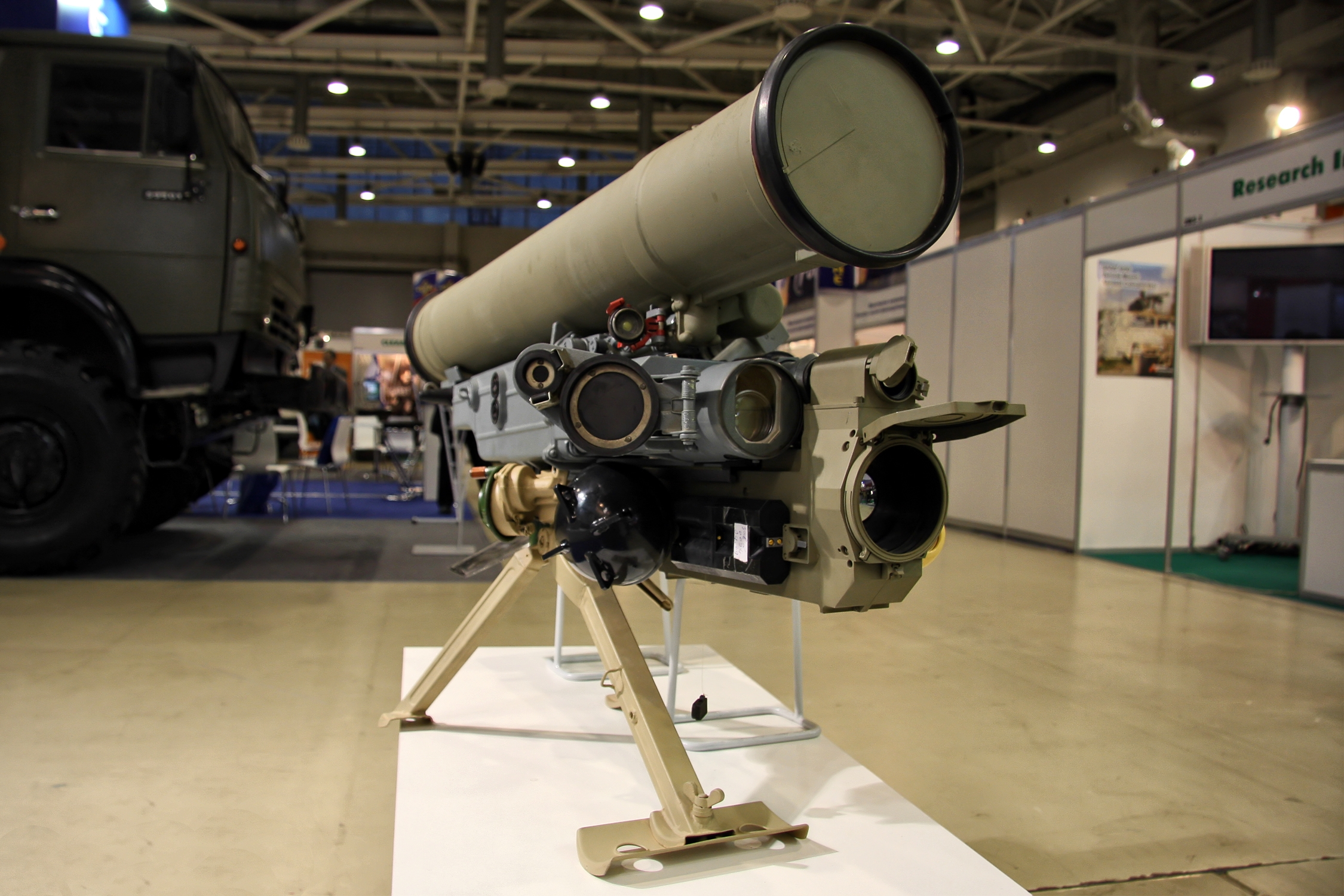
9К115-2 Metis-M
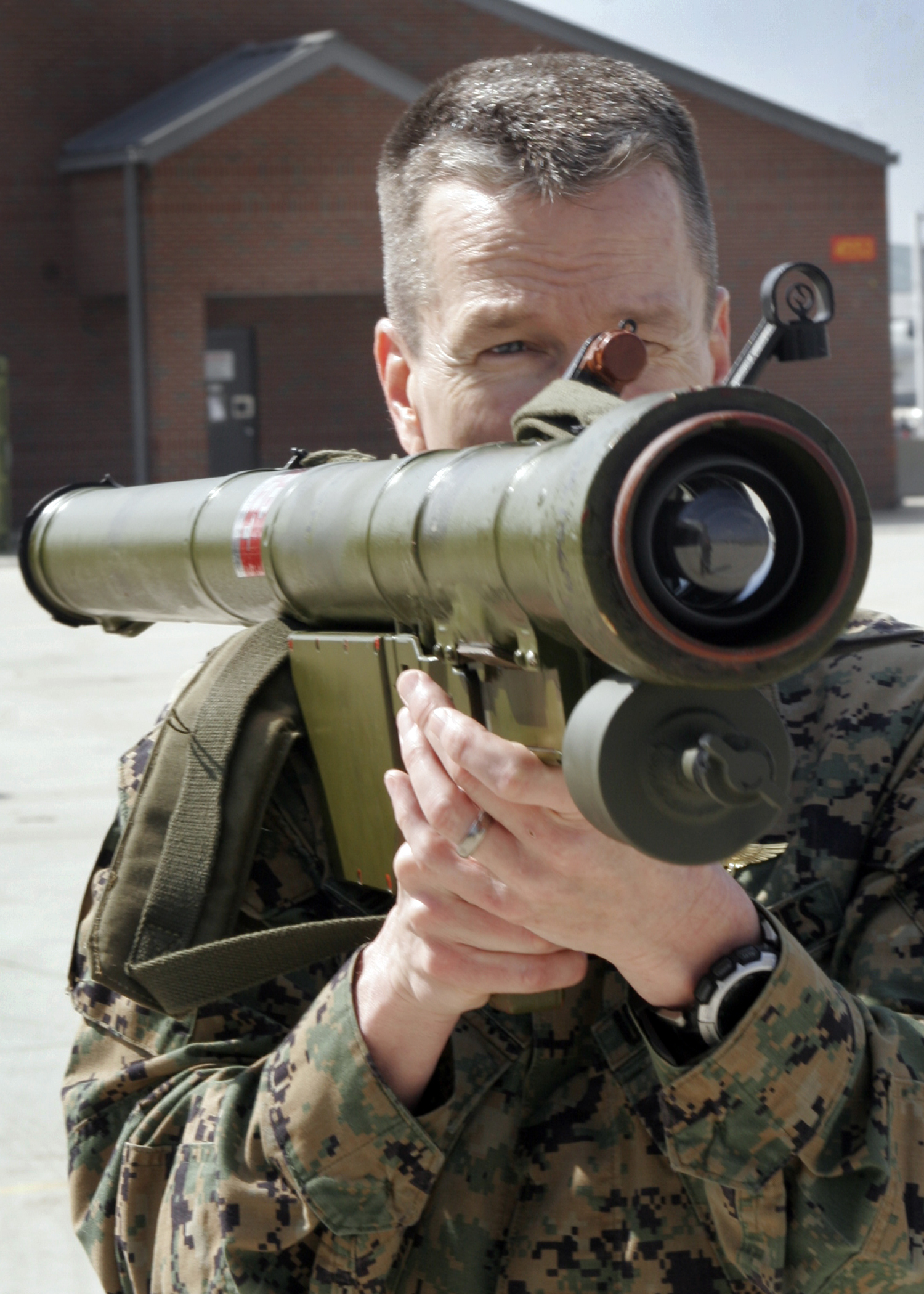
9K32 Strela-2
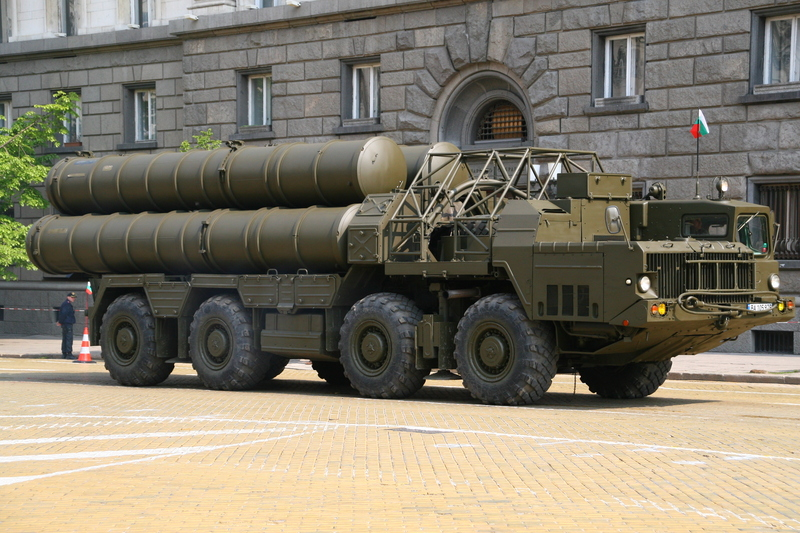
S-300P Angara
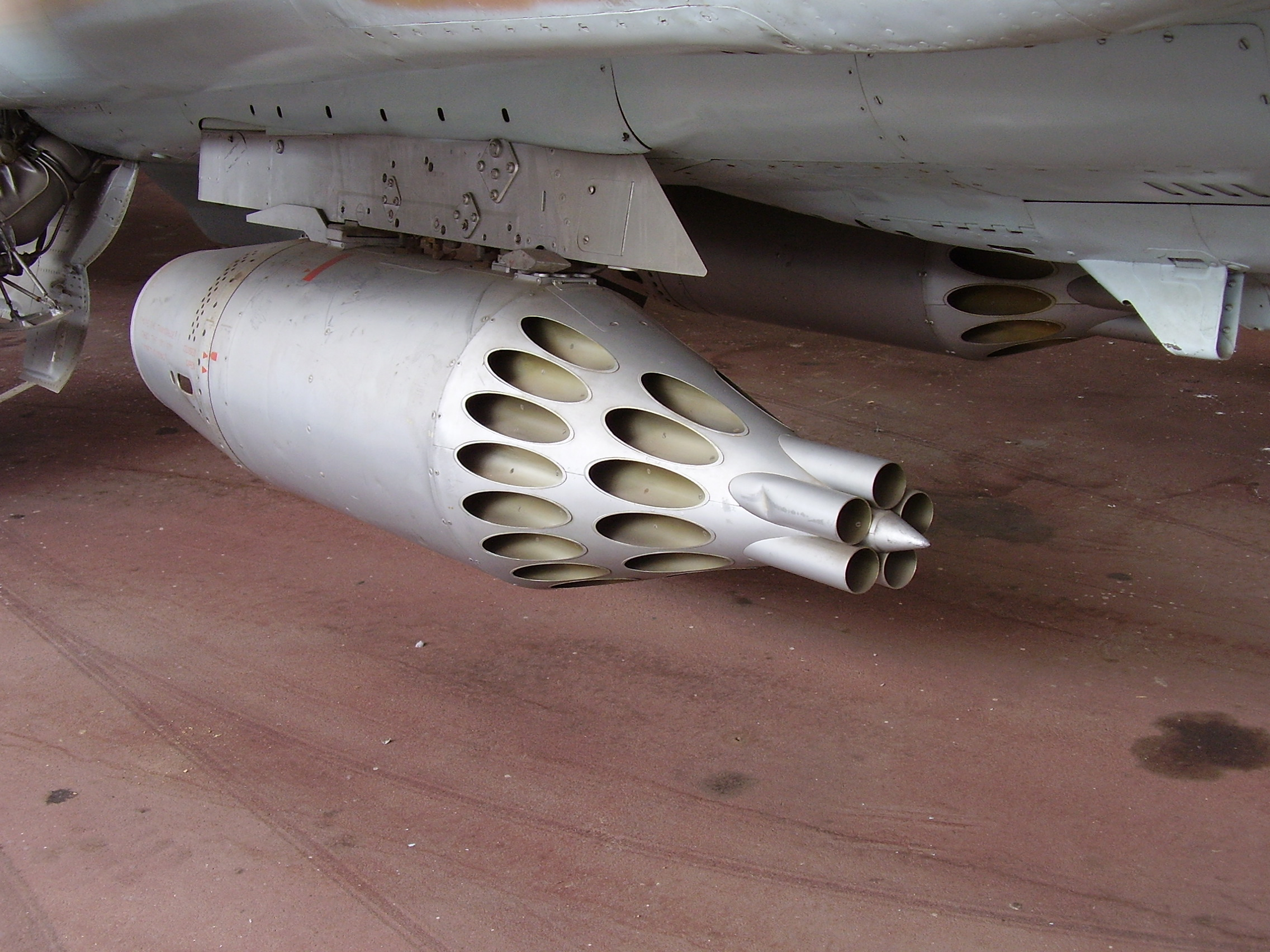
Startbehälter UB-32 für Raketen S-5

### Rückstoßfreie Geschütze

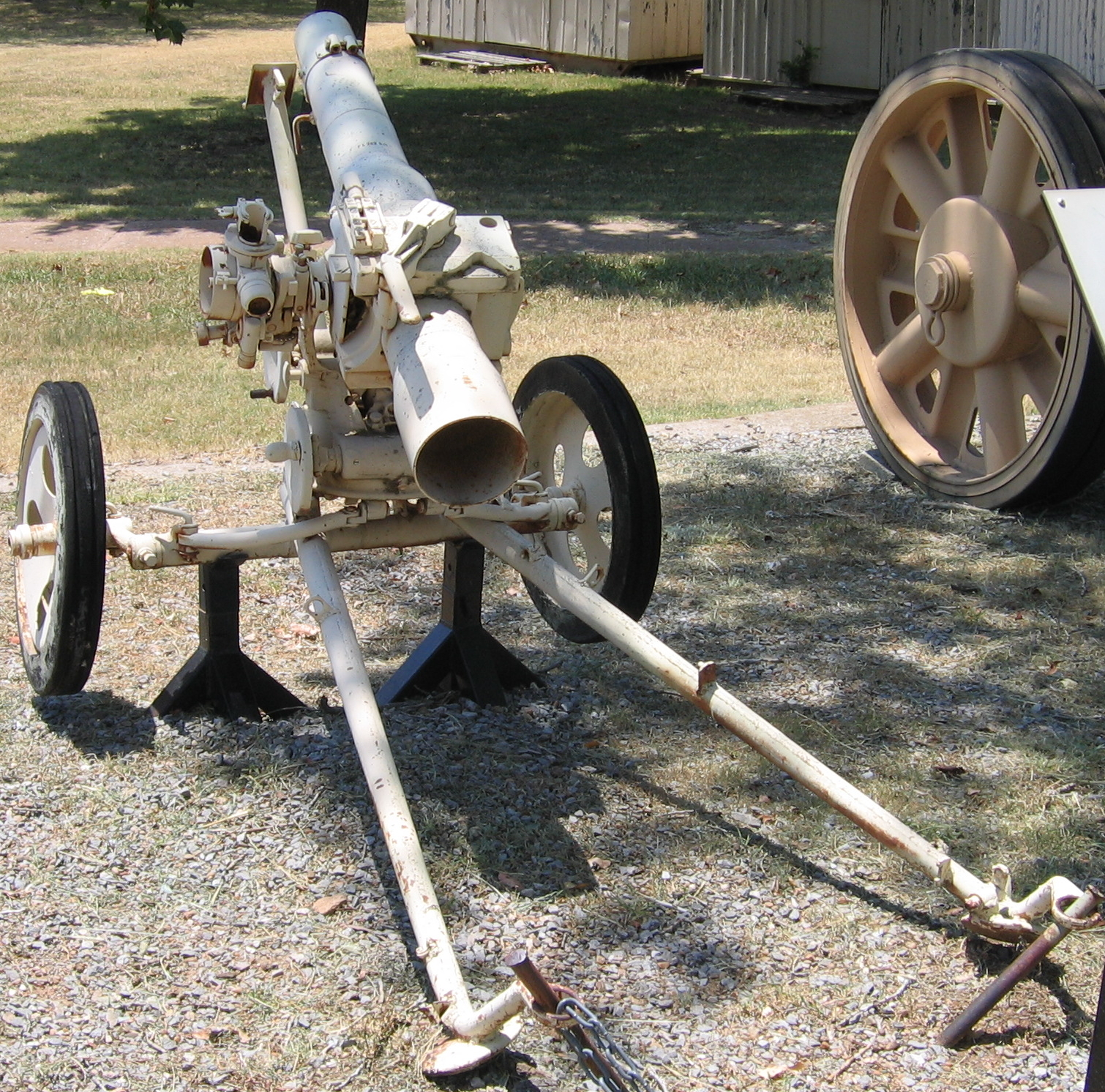
7,5-cm-Leichtgeschütz 40

Rückstoßfreie Geschütze vereinen die Vorteile von Granatwerfern und Panzerfäusten. Sie sind ähnlich wie Panzerfäuste aufgebaut. Während Granatwerfer für den Einsatz im direkten Richten und damit zur Panzerbekämpfung grundsätzlich nicht geeignet sind, haben Panzerfäuste nur eine geringe Reichweite. Rückstoßfreie Geschütze sind gegenüber herkömmlichen Geschützen gleichen Kalibers wesentlich leichter, können aber eine vergleichbare Explosivstoffmasse verschießen. Damit sind sie vor allem für den Einsatz bei mobilen Kräften wie Luftlandetruppen geeignet. Mittlerweile wurden sie weitgehend durch tragbare Panzerabwehrlenkraketensysteme ersetzt, befinden sich aber wie die sowjetische SPG-9 noch im Einsatz bei verschiedenen Armeen.
Im Gegensatz zu Raketenwerfern brennt die Treibladung im Rohr vollständig ab. Bei rückstoßfreien Geschützen strömt ein Großteil der Pulvergase entgegen der Geschossflugrichtung aus der Waffe. Damit muss das Rohr einen geringeren Treibladungsdruck aufnehmen und kann leichter gebaut werden.
Die in Deutschland ab 1940 eingeführten 7,5-cm-Leichtgeschütze 40, 10,5-cm-Leichtgeschütze 40 und 10,5-cm-Leichtgeschütze 42 verwendeten eine Kartusche mit einem Kunststoffboden (Bakelit). Diese wurde von der Explosion der Treibladung zerstört. Die Treibladungsgase entwichen durch eine als Lavaldüse geformte Öffnung am Geschützende.
In Großbritannien entwickelte Dennistoun Burney ein System mit Löchern in der Kammer, die von einer zweiten Kammer ringförmig umgeben ist. Die zweite Kammer endete Gasaustrittsöffnungen zur Ableitung der Treibgase. Die Hülsen der Kartuschen hat mit Abdeckungen aus Messing verschlossene Löcher. Beim Zünden der Treibladung reißen die Streifen auf und geben die Gasaustrittsöffnungen der Kartusche frei – die Treibgase strömen über die Löcher der ersten Kammer in die zweite Kammer und von da über die Gasaustrittsöffnungen ins Freie. Nach hinten wird das Rohr durch einen Verschluss abgeschlossen, der ein Nachladen der Waffe ermöglicht. Die sowjetischen rückstoßfreien Geschütze B-10 und B-11 nutzten dieses Konstruktionsprinzip.
Das in den USA von Kroger und Musser entwickelte System ähnelt dem von Burney, hier fehlen jedoch die seitlichen Gasaustrittsöffnungen. Stattdessen werden die Treibgase aus der zweiten Kammer entgegen der Schussrichtung nach hinten abgeleitet. Ein Beispiel für dieses Konstruktionsprinzip ist das amerikanische rückstoßfreie Geschütz M40. Auch das sowjetische rückstoßfreie Geschütz SPG-9 nutzt dieses System. Die 73-Millimeter-Glattrohrkanone 2A28 des Schützenpanzers BMP-1 baut konstruktiv auf der SPG-9 auf und verschießt die gleiche Munition.
Auch die zum Verschuss von nuklearer Munition entwickelten Davy Crocket war ein rückstoßfreies Geschütz.

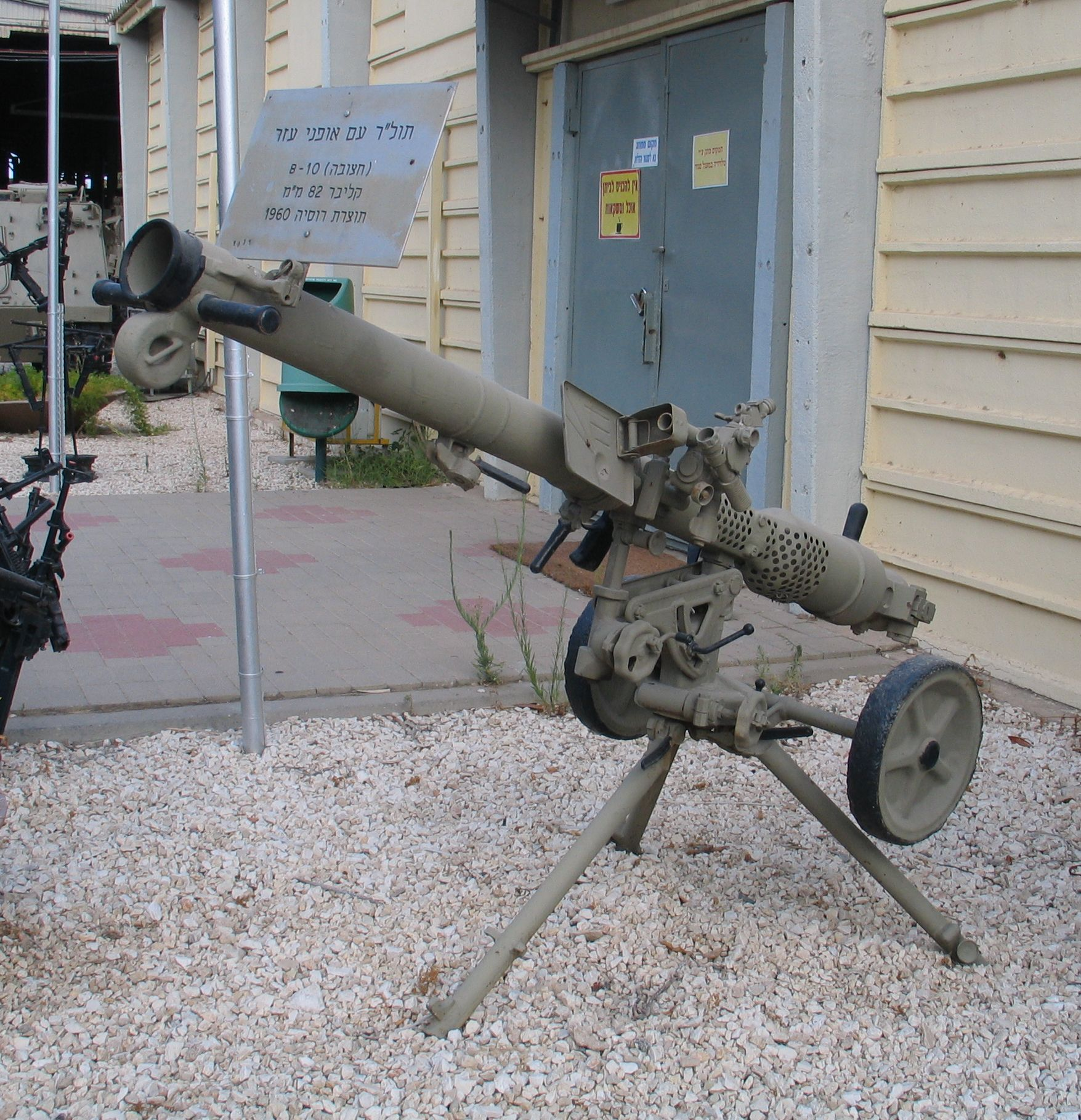
B-10, beachte die Gasaustrittsöffnungen der zweiten Kammer
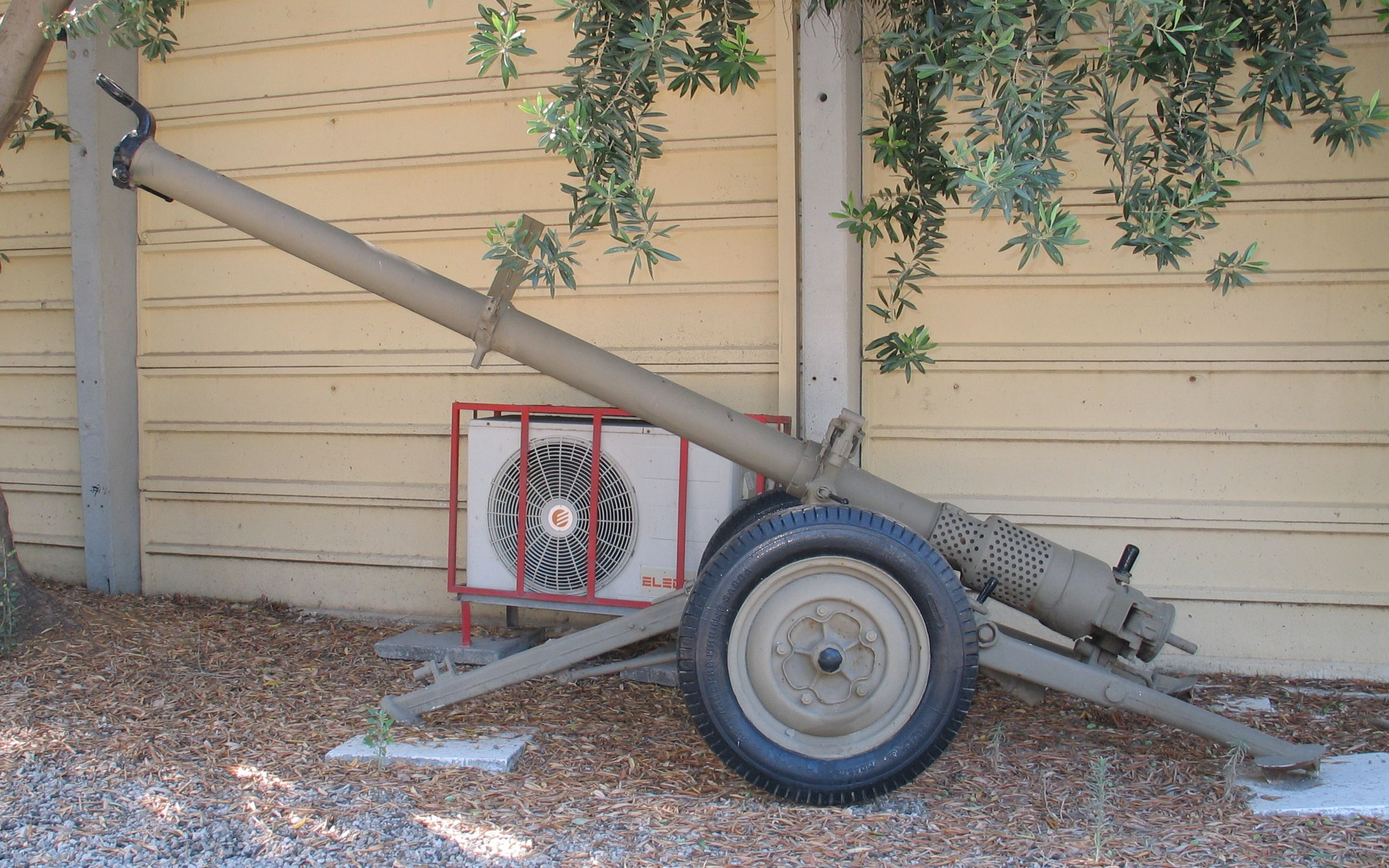
B-11
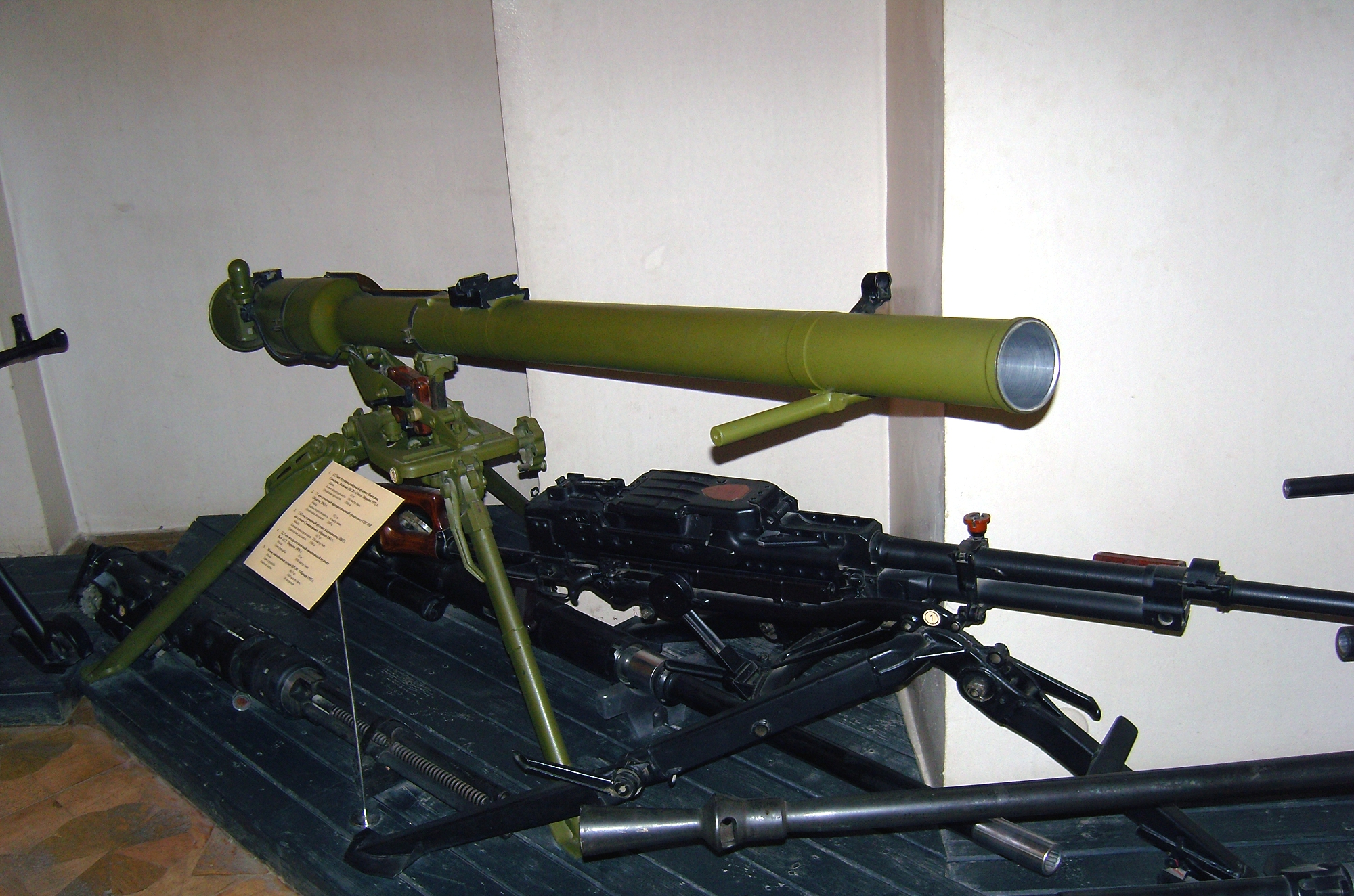
gSPG-9
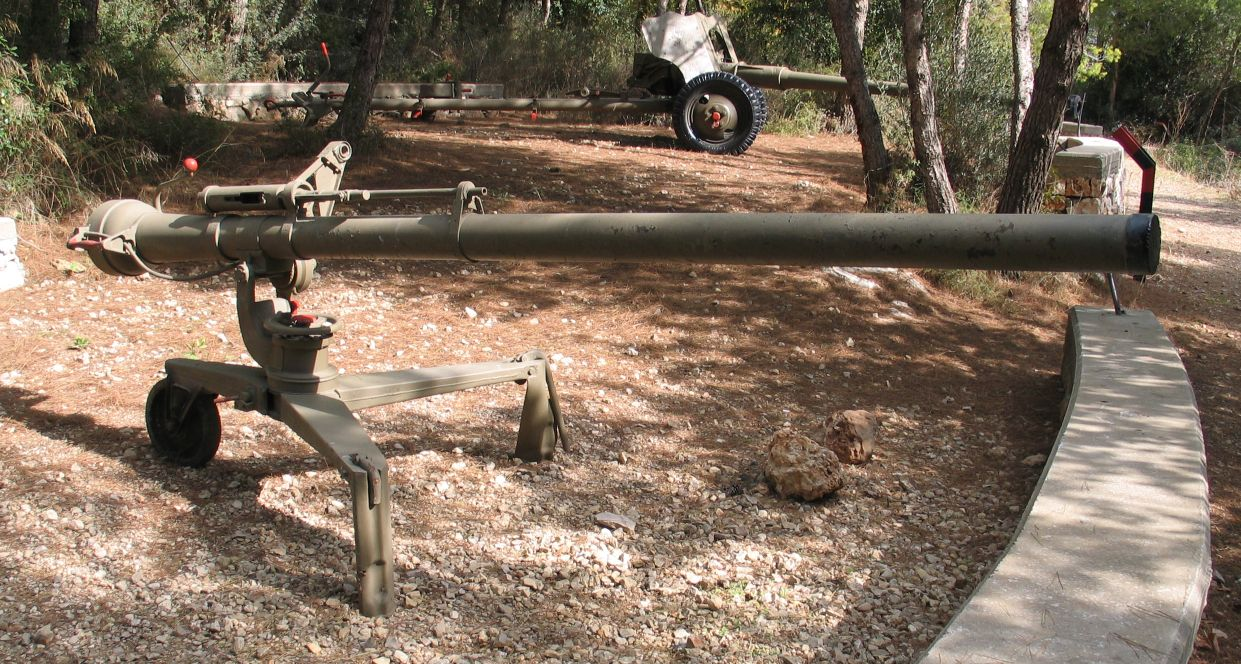
M-40
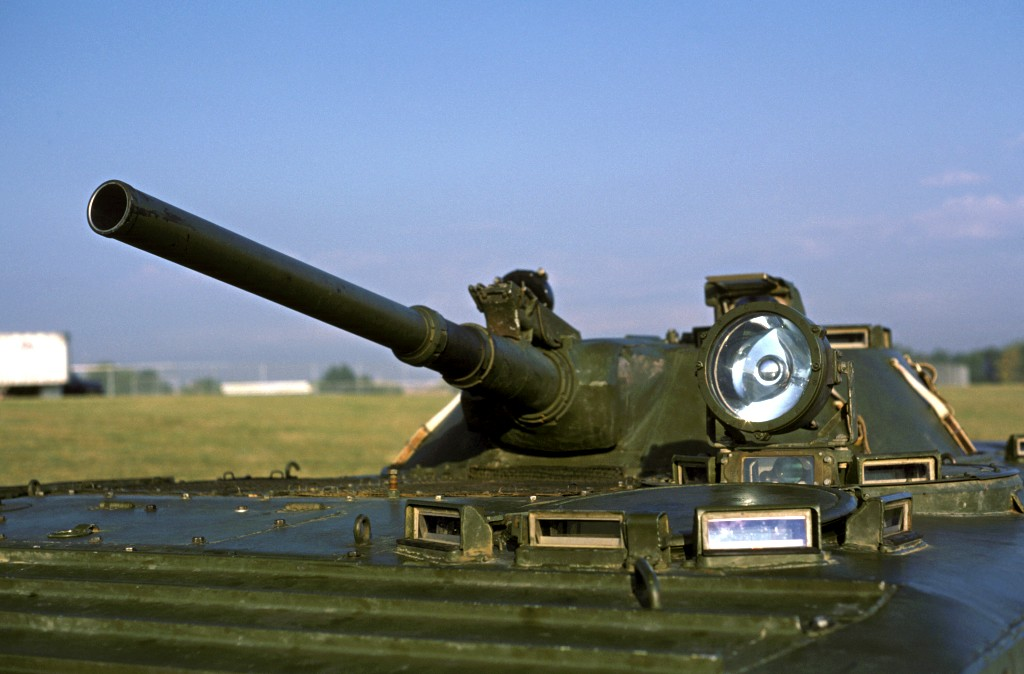
2A28 des BMP-1
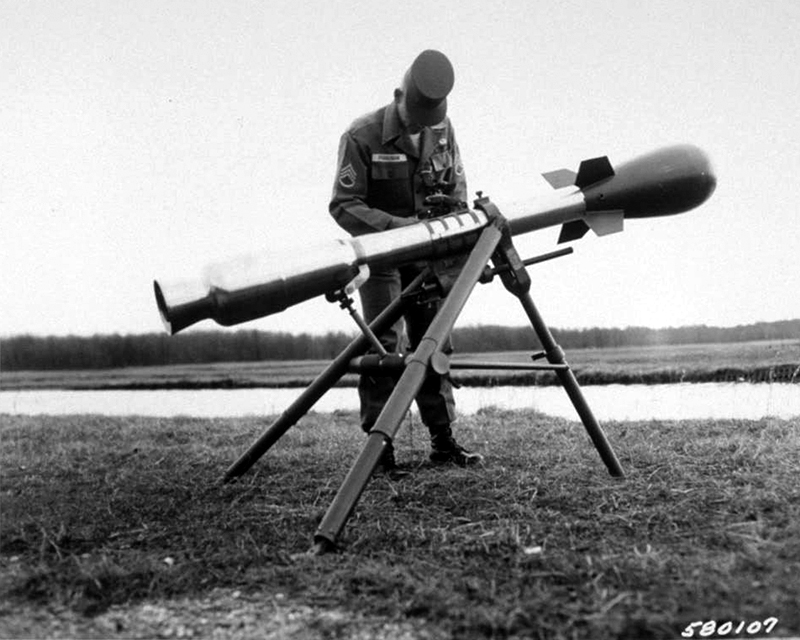
M28 Davy Crocket